# كرار (صاروخ)
كرار هو صاروخ بالستي أرض أرض يعمل بالوقود الصلب كشفت عنه القوات المسلحة اليمنية الموالية لحركة أنصار الله في عرض عسكري أقامته في 2022، وقالت إن الصاروخ صنع محلي في اليمن، ويصل مداه إلى 300 كيلو متر.

## مواصفات
- النوع: صاروخ بالستي
- المدى: 300 كيلو متر.
- وزن الرأس الحربي: 500 كيلو غرام.[3]
- طول الصاروخ: 9 أمتار.[4]
- الوقود: وقود صلب.[5]

## مستخدمون
القوات المسلحة اليمنية الموالية لأنصار الله الحوثيون